# Кукаро Монферато
Ку̀каро Монфера̀то (на италиански: Cuccaro Monferrato; на пиемонтски: Cucri, Кукъри, на местен диалект: Chicri, Кикри) е село в Северна Италия, община Лу и Кукаро Монферато, провинция Алесандрия, регион Пиемонт. Разположено е на 232 m надморска височина.